# Ayranlı
Ayranlı (kurd. Keşkuvan oder Keskûware) ist ein Dorf im Landkreis Nazımiye der türkischen Provinz Tunceli. Ayranlı liegt ca. 9 km nördlich von Nazımiye, in 970 m über Normalnull. Im Jahre 2011 lebten in Ayranlı 76 Menschen. Anfang der 1990er Jahre wohnten hier 148 Menschen.
Ayranlı ist eine Streusiedlung am Hang entlang eines Fahrweges, abseits der Durchgangsstraßen. Die Hänge sind spärlich bewaldet.